# Бърта Таунсенд
Бърта Луиз Таунсенд Тулмин (на английски: Bertha Louise Townsend Toulmin) е бивша американска тенисистка. Най-известна е с това че е първата жена два пъти подред шампион на сингъл Откритото първенство на САЩ (тогава Първенство на САЩ) (1888 and 1889).
През 1974 г. е включена в Международната тенис зала на славата.

## Голям шлем

### Първенство на САЩ
- Шампион на сингъл: 1888, 1889
  - Финалист на сингъл: 1890
- Шампион на двойки: 1889
  - Финалист на двойки: 1890